# Thure Andersson
Thure Andersson (* 27. April 1907 in Ölme, Kristinehamn, Värmland; † 20. Januar 1976 in Karlstad, Värmland) war ein schwedischer Ringer. Er gewann bei den Olympischen Spielen 1936 in Berlin eine Silbermedaille im freien Stil im Weltergewicht.

## Leben
Thure Andersson gehörte dem Ringerclub BK Orion Karlstad an. Er begann als Jugendlicher mit dem Ringen und betätigte sich, wie damals in Schweden üblich, zu Beginn seiner Karriere ausschließlich im griechisch-römischen Stil. Ab 1932 versuchte er sich dann auch im freien Stil. 1933 wurde er schwedischer Meister im Weltergewicht im griechisch-römischen Stil. 1934 und 1936 gewann er diesen Titel dann im freien Stil, wieder im Weltergewicht.
Die internationale Karriere von ihm begann im Jahre 1934, als er in Stockholm Vize-Europameister im freien Stil im Weltergewicht wurde. Er besiegte dabei Arvi Pihlajamäki aus Finnland und Károly Kárpáti aus Ungarn und unterlag im Endkampf gegen Jean Földeák aus Deutschland. 1935 unterlag er bei der schwedischen Meisterschaft gegen Stig Andersson und kam deshalb bei der Europameisterschaft nicht zum Einsatz. 1936 wurde er aber zu den Olympischen Spielen in Berlin entsandt. Er startete dort im freien Stil im Weltergewicht und besiegte in seinem ersten Kampf Joseph Samec aus der Tschechoslowakei. In seinem zweiten Kampf wurde er von Josef Paar aus Deutschland besiegt. Anschließend gelangen Thure Andersson Schultersiege über John O’Hara, Australien, Frank Lewis, USA und Joseph Schleimer, Kanada, sowie ein Punktsieg über Jean Jourlin aus Frankreich. Insgesamt wurde Thure Andersson damit mit 4 Fehlpunkten belastet. Frank Lewis, der nur gegen Andersson verloren hatte und ansonsten vier Schultersiege erzielte, hatte bei der Endabrechnung damit nur 3 Fehlpunkte und wurde deswegen Olympiasieger vor Thure Andersson, der die Silbermedaille gewann. Josef Paar war schon vor der Endrunde ausgeschieden.
1937 startete Thure Andersson noch einmal bei der Europameisterschaft in München. Er kam dort aber nur zu einem Sieg über Karel Podzembsky, Tschechoslowakei. Gegen Kálmán Sóvári, Ungarn und Willy Angst aus der Schweiz unterlag er und kam damit nur auf den 5. Platz.
Zu weiteren Einsätzen bei internationalen Meisterschaften kam er nicht. Es fanden damals noch keine Weltmeisterschaften statt und ab 1938 gab es im freien Stil wegen der unsicheren politischen Lage auch schon keine Europameisterschaften mehr. Außerdem muss berücksichtigt werden, dass Thure Andersson in Schweden in seiner Gewichtsklasse in Gunnar Glans, Stig Andersson, Gösta Andersson und Rudolf Svedberg Konkurrenten hatte, die alle zur absoluten Weltspitze gehörten und ihm die Startplätze streitig machten.

## Internationale Erfolge
| Jahr | Platz  | Wettbewerb      | Gewichtsklasse | Ergebnisse |
| 1934 | 2.     | EM in Stockholm | Welter         | nach Siegen über Arvi Pihlajamäki, Finnland und Károly Kárpáti, Ungarn und einer Niederlage gegen Jean Földeák, Deutschland                                                                                          |
| 1936 | Silber | OS in Berlin    | Welter         | nach einem Sieg über Joseph Samec, Tschechoslowakei, einer Niederlage gegen Josef Paar, Deutschland und Siegen über John O’Hara, Australien, Frank Lewis, USA, Jean Jourlin, Frankreich und Joseph Schleimer, Kanada |
| 1937 | 5.     | EM in München   | Welter         | nach einem Sieg über Karel Podzembsky, Tschechoslowakei und Niederlagen gegen Kálmán Sóvári, Ungarn und Willy Angst, Schweiz                                                                                         |

## Schwedische Meisterschaften
Thure Andersson wurde 1933 schwedischer Meister im griechisch-römischen Stil und 1934 und 1936 im freien Stil, jeweils im Weltergewicht.

## Erläuterungen
- OS = Olympische Spiele, WM = Weltmeisterschaft
- alle internationalen Wettkämpfe im freien Stil
- Weltergewicht, damals bis 73 kg Körpergewicht